# Christian Levrat
Christian Levrat (La Tour-de-Trême, 7 de julio de 1970) es un político suizo. Se desempeñó como presidente del Partido Socialdemócrata de Suiza desde 2008 hasta 2020. Ha sido miembro del Consejo de los Estados por Friburgo desde 2012. Antes fue miembro del Consejo Nacional de 2003 a 2012.
Levrat nació en La Tour-de-Trême, ahora parte de Bulle, en el cantón de Friburgo. Obtuvo un título bilingüe en derecho de la Universidad de Friburgo y una maestría en la Universidad de Leicester.
En 2008, fue elegido presidente del Partido Socialdemócrata, sucediendo a Hans-Jürg Fehr, quien renunció después de los malos resultados en las elecciones federales suizas de 2007. Dirigió el partido durante 12 años y renunció en octubre de 2020 después de que Cédric Wermuth y Mattea Meyer se hicieran copresidentes.
Fue elegido para el Consejo de los Estados en 2012, con el 54,2 por ciento de los votos sobre Jacques Bourgeois del Partido Liberal Radical Suizo.